# 法芙娜
45°04′07″N 4°50′37″E / 45.0687°N 4.84352°E
法芙娜（Valrhona）是一家從事生產可可和其加工品，專業的法國食品工業公司和商業品牌。

## 歷史沿革
該公司由阿尔代什省的糕點師父阿尔贝里克·吉罗内（Albéric Guironnet），於1922年創立。最初名為 Chocolaterie du Vivarais，1938年更名為“Chocolaterie Gonnet”。該公司位於德龙省的坦莱尔米塔日，現在法芙娜是薩旺西亞集團（Groupe Savencia）旗下子公司之一。
法芙娜品牌創建於1947年。

### 主要產品
法芙娜有專門契作的可可豆莊園，主要是來自於南美洲、大洋洲和加勒比海的特級莊園，從這些莊園收取的可可豆，調和成獨家風味的巧克力原物料。
法芙娜的主力市場，是專攻專業糕點師父營業用巧克力原物料，或者是個人品嘗的高級巧克力。該公司的產品線，包括：巧克力糖果、原味和調味巧克力棒，以及塊狀或顆粒狀散裝巧克力。
2012年9月，法芙娜和義大利餃品牌商莫里媽媽（Mère Maury），共同開發第一款甜巧克力餃。

### 旗下機構
品牌下設置巧克力訓練機構：法芙娜專業學校（Presentation of l'École Valrhona），在坦莱尔米塔日、巴黎、東京和紐約設有分校，歡迎對於巧克立有興趣的實習生。
法芙娜專業學校在弗拉馬利翁出版社（Flammarion）出版《Encyclopédie du chocolat》，這本書贏得美食世界食譜獎（Gourmand World Cookbook Awards）的肯定。
2013年12月，法芙娜在坦莱尔米塔日開設了法芙娜巧克力城觀光工廠（Cité du Chocolat），當中介紹巧克力的製作過程，也有製作巧克力的體驗活動，並銷售旗下的巧克力產品 。

## 外部連結
- 法芙娜官方網站 （页面存档备份，存于）
- 臉書粉絲專頁 （页面存档备份，存于）